# Усатий Віталій Юрійович
Віталій Юрійович Усатий (9 липня 1979, Київ) — український дипломат. Тимчасовий повірений у справах України в Чехії (з 2022).

## Життєпис
Народився 9 липня 1979 року в місті Києві. У 2001 році закінчив Інститут міжнародних відносин Київського національного університету імені Тараса Шевченка за спеціальністю «Міжнародне право».
У 2001—2003 рр. — аташе Правового департаменту Міністерства закордонних справ України.
У 2003—2007 рр. — віце-консул Генерального консульства України в Пряшеві, Словаччина.
У 2008—2008 рр. — другий секретар Департаменту ЄС Міністерства закордонних справ України.
У 2008—2011 рр. — перший секретар, радник, начальник відділу Управління юридичного забезпечення МЗС України.
У 2011—2015 рр. — радник Посольства України в Словацькій Республіці.
У 2016—2017 рр. — начальник відділу, заступник начальника Юридичного управління МЗС України.
У 2018—2021 рр. — начальник Юридичного управління Міністерства закордонних справ України.
З березня по липень 2020 року — в.о. Державного секретаря Міністерства закордонних справ України.
З квітня 2022 року — Радник-посланник Посольства України в Чеській Республіці.
З серпня 2022 року по червень 2024 року — Тимчасовий повірений у справах України в Чеській Республіці.

## Дипломатичний ранг
- Надзвичайний і Повноважний Посланник другого класу[4].